# Club Beisbol i Softbol Barcelona
El Club Beisbol Softbol Barcelona (CBS Barcelona) és un club català de beisbol i softbol de la ciutat de Barcelona. El club nasqué el febrer de 2012 després que el FC Barcelona decidís suprimir la secció de beisbol. Així, el CB Barcelona donà continuïtat als més de 80 anys d'història del beisbol blau i grana, essent format pels mateixos jugadors que es proclamaren campions de lliga amb el Barça un any abans. El FC Barcelona li cedí els drets federatius, debutant el club el 2012 a la màxima divisió espanyola. En el seu primer any, el club a més fou inscrit a la Copa CEB europea.
En el seu primer any el club posà en marxa, a més del primer equip, d'altres formacions en les categories sub-21, alevins, infantils, cadets i juvenils. El terreny de joc continuà essent el Camp de Beisbol Pérez de Rozas a la muntanya de Montjuïc.

## Palmarès
- Campionat de Catalunya de beisbol: 2012, 2016, 2017, 2018, 2020, 2021